# Степанов, Владимир Петрович
Влади́мир Петро́вич Степа́нов (29 июля 1935, Ленинград — 14 января 2012, Санкт-Петербург) — российский русский филолог, специалист по русской литературе XVIII века, литературовед, библиограф

.

## Биография
Владимир Петрович Степанов родился 29 июля 1935 года в Ленинграде. В 1958 году окончил русское отделение филологического факультета Ленинградского университета.
Со 2 января 1959 по 31 мая 2005 года работал в ИРЛИ: старший научно-технический сотрудник сектора библиографии и источниковедения, с 1960 — в секторе новой русской литературы, с 1961 — младший научный сотрудник группы по изучению литературы XVIII века.
В 1972 окончил аспирантуру ИРЛИ. С 1978 года — старший научный сотрудник РО, учёный хранитель, с 1980 — старший научный сотрудник отдела новой русской литературы.
Скончался 14 января 2012 года в Петербурге.

## Научная деятельность
В 1973 защитил кандидатскую диссертацию «М. Д. Чулков и русская проза 1750—1770-х годов».
Основные направления исследований: история русской литературы XVIII века; источниковедение.
Автор библиографических указателей, научных статей, а также 25 статей в биографическом словаре «Русские писатели. 1800—1917», статей в «Краткой литературной энциклопедии» (1975), «Большой советской энциклопедии» (1978, 3-е изд.).

### Избранные труды
- История русской литературы XVIII века : Библиогр. указ. / Составили В. П. Степанов и Ю. В. Стенник; под ред., с доп. и предисл. П. Н. Беркова. — Л. : Наука, Ленингр. отд-ние, 1968. — 498+2 с.[5]
- Русское служилое дворянство второй половины XVIII века (1764—1795) Список по Месяцословам / Сост.: В. П. Степанов. — СПб.: Академический проект, 2003. — 832 с.